# موزه ایزابلا استوارت گاردنر
موزه ایزابلا استوارت گاردنر (انگلیسی: Isabella Stewart Gardner Museum) موزه‌ای هنری در شهر بوستون، ایالت ماساچوست است که نمونه‌های قابل توجهی از هنرهای اروپایی، آسیایی و آمریکایی را در خود جای داده‌است. کلکسیونی از نقاشی‌ها، مجسمه‌ها، پرده‌های نگارین و اشیای تزئینی در این موزه قرار دارند. این موزه را ایزابلا استوارت گاردنر، با هدف نمایش دائمی آثار جمع‌آوری شده در طول سال‌ها و «آموزش و لذت عموم مردم برای همیشه» تأسیس کرد.
بخش جانبی از این موزه که در مجاورت ساختمان اصلی قرار دارد در سال ۲۰۱۲ افتتاح شد.
در سال ۱۹۹۰، سیزده اثر هنری از این موزه به سرقت رفت. با گذشت زمان همچنان آثار سرقتی پیدا نشده‌اند و این آثار در مکان نامعلوم قرار دارند. ارزش آثار سرقتی حدود ۵۰۰ میلیون دلار است. جایزه‌ای ۱۰ میلیون دلاری برای اطلاعاتی که منجر به بازیابی این آثار هنری در شرایط مطلوب شود در نظر گرفته‌اند.

## تاریخچه
این موزه توسط ایزابلا استوارت گاردنر، مجموعه‌دار هنری، نیکوکار و حامی هنر ساخته شد که به سبک کاخ‌های ونیزی در قرن پانزدهم میلادی است. موزه به صورت عمومی در سال ۱۹۰۳ باز شد. گاردنر جمع‌آوری آثار هنری را به‌طور جدی پس از دریافت ارث پدری در سال ۱۸۹۱ آغاز کرد. نقاشی کنسرت از یوهانس فرمیر اولین خرید مهم گاردنر بود که در سال ۱۸۹۲ در حراجی پاریس خریداری کرد.

### سرقت سال ۱۹۹۰
در اولین ساعات ۱۸ مارس ۱۹۹۰، دو مرد در پوشش مأموران پلیس شهر بوستون سیزده اثر هنری را از این موزه به سرقت می‌برند که ارزش تقریبی آن را حدود ۵۰۰ میلیون دلار تخمین می‌زنند. کنسرت از یوهانس فرمیر، هنرمندی که تعداد نقاشی‌هایش محدود است و همچنین طوفان در دریای جلیل از رامیرانت، تنها نقاشی او با چشم‌انداز دریا از جمله آثاری هستند که آن شب به سرقت رفتند.
این آثار هنوز بازنگشته‌اند. موزه پاداشی ۵ میلیون دلاری را برای بازگشت این آثار تعیین کرد که در سال ۲۰۱۷ به ۱۰ میلیون دلار افزایش یافت.
در آوریل ۲۰۲۱، نتفلیکس مستندی چهار قسمتی با نام این یک دستبرد است: بزرگ‌ترین سرقت آثار هنری جهان منتشر کرد که دربارهٔ این سرقت است.

## طراحی

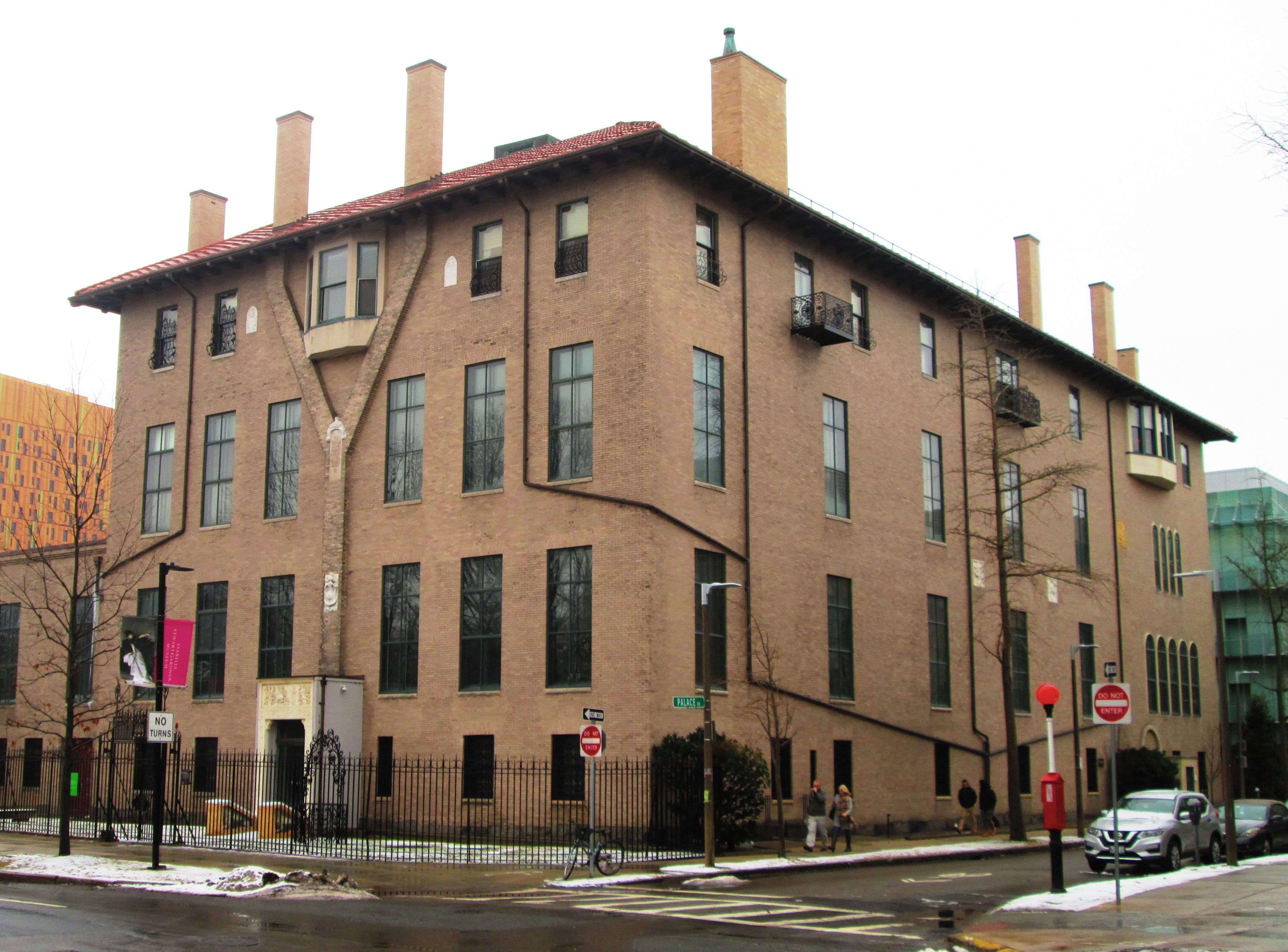
نمایی از ساختمان اصلی موزهٔ ایزابلا استوارت گاردنر

این ساختمان که تداعی کاخ‌های ونیزی قرن پانزدهم میلادی است، فضایی برای خلاقیت گاردنر فراهم می‌کرد. گاردنر، ویلارد تی. سیرز را برای طراحی ساختمان در مجاورت منطقهٔ باتلاقی استخدام کرد تا خانه‌ای برای کلکسیون در حال رشد او باشد. این موزه دارای سه طبقه شامل گالری‌های مختلف است که پیرامون حیاط ساختمان قرار گرفته‌اند.

## کتابنامه
- Lucey, Donna M. (2017). Sargent's women: for lives behind the canvas. W. W. Norton & Company. ISBN 978-0-393-63478-5.{{cite book}}:  نگهداری CS1: پیش‌فرض تکرار ref (link)